# Hochänzi
Hochänzi är en bergstopp i Schweiz.   Den ligger i distriktet Emmental och kantonen Bern, i den centrala delen av landet, 40 km öster om huvudstaden Bern. Toppen på Hochänzi är 1 339 meter över havet, eller 81 meter över den omgivande terrängen. Bredden vid basen är 0,90 km.
Terrängen runt Hochänzi är huvudsakligen lite kuperad. Närmaste större samhälle är Schüpfheim, 10,6 km sydost om Hochänzi. 
I omgivningarna runt Hochänzi växer i huvudsak blandskog. Runt Hochänzi är det ganska glesbefolkat, med 47 invånare per kvadratkilometer.